# Bāzneh
Bāzneh (persiska: بازِنِه, بَزَنِه, Bāzeneh, بازنه) är en ort i Iran.   Den ligger i provinsen Markazi, i den centrala delen av landet, 270 km sydväst om huvudstaden Teheran. Bāzneh ligger 1 956 meter över havet och antalet invånare är 3 900.
Terrängen runt Bāzneh är varierad.Runt Bāzneh är det ganska glesbefolkat, med 48 invånare per kvadratkilometer. Bāzneh är det största samhället i trakten. Trakten runt Bāzneh består till största delen av jordbruksmark.